# The Godzilla Power Hour
The Godzilla Power Hour is een Amerikaanse animatieserie, gebaseerd op het filmmonster Godzilla. De serie was een samenwerking tussen Hanna-Barbera Productions en Toho. De serie werd uitgezonden van 1978 tot 1981.
In Japan stond de serie bekend als "Godzilla: Voyage Chronicles".

## Series
Hoewel de serie vernoemd was naar Godzilla, bestond hij eigenlijk uit twee series van elk 30 minuten. De eerste serie was gebaseerd op Godzilla, en droeg ook die naam. De andere serie was Jana of the Jungle.

### Godzilla
De eerste 30 minuten van de serie bestond uit een aflevering van Godzilla. De serie volgde een groep van wetenschappers en avonturiers op hun reis over de wereld. Deze groep bestond uit kapitein Carl Majors, Dr. Quinn Darien, Brock (Quinn’s assistent en eerste stuurman van het schip) en Dr. Quinn’s tienerneefje Pete. Ook bij de groep was Godzooky, de neef van Godzilla en goede vriend van Pete. Hij diende vooral als de vrolijke noot van de serie.
De groep kon in geval van nood Godzilla oproepen met behulp van een speciale communicator. De Godzilla in de serie was gebaseerd op zijn Showa-versie, en had derhalve de rol van de held. Deze versie van Godzilla spuwde vuur in plaats van een atoomstraal, maar kon wel lasers afvuren uit zijn ogen.

### Jana of the Jungle
De tweede helft van de serie bestond uit een aflevering van Jana of the Jungle. Deze serie draaide om een vrouwelijke Tarzan genaamd Jana. Centraal in de serie stond haar zoektocht naar haar verloren vader in de jungle van Zuid-Amerika. Andere personages in deze serie waren Ghost (een albino jachtluipaard), Tiko (een rode neusbeer), Dr. Ben Cooper en Montaro (een afstammeling van een verloren krijgerstam).

## Cast

### Godzilla
- Ted Cassidy - Godzilla
- Jeff David - Captain Carl Majors
- Al Eisenman - Pete
- Hilly Hicks - Brock
- Brenda Thomson - Quinn
- Don Messick – Godzooky

### Jana of the Jungle
- B.J. Ward - Jana
- Michael Bell - Dr. Ben Cooper
- Ted Cassidy - Montaro

## Uitzendingen
Godzilla werd oorspronkelijk uitgezonden in de volgende formaten door NBC:
- The Godzilla Power Hour (8 september, 1978 – 28 oktober, 1978)
- The Godzilla Super 90 (4 november, 1978 – 1 september, 1979)
- Godzilla (8 september, 1979 – 13 oktober, 1979)
- The Godzilla/Globetrotters Adventure Hour (20 oktober, 1979 – 20 september, 1980)
- The Godzilla/Dynomutt Hour (27 september, 1980 – 15 november, 1980)
- The Godzilla/Hong Kong Phooey Hour (22 november, 1980 – 16 mei, 1981)
- Godzilla (23 mei, 1981 – 5 september, 1981)

In 1978 werden 13 afleveringen geproduceerd, waarvan de eerste 8 werden uitgezonden als onderdeel van The Godzilla Power Hour. In November 1978 werd de serie uitgebreid naar 90 minuten door toevoeging van afleveringen van Jonny Quest.
In het tweede seizoen werd de Godzillaserie losgekoppeld van de andere series, en uitgezonden als een 30 minuten durend programma. Een maand later werden afleveringen van Godzilla en The Super Globetrotters samengevoegd tot The Godzilla/Globetrotters Adventure Hour.

## Afleveringen

### Godzilla
Seizoen 1 (1978-1979)
1. The Fire Bird
2. The Earth Eater
3. Attack of the Stone Creature
4. The Megavolt Monster
5. The Seaweed Monster
6. The Energy Beast
7. The Colossus of Atlantis
8. The Horror of Forgotten Island
9. Island of Lost Ships
10. The Magnetic Terror
11. The Breeder Beast
12. The Sub-Zero Terror
13. The Time Dragons

Seizoen 2 (1979-1980)
1. Calico Clones
2. Micro Godzilla
3. Ghost Ship
4. The Beast of Storm Island
5. The City in the Clouds
6. The Cyborg Whale
7. Valley of the Giants
8. Moonlode
9. The Golden Guardians
10. The Macro-Beasts
11. Pacific Peril
12. Island of Doom
13. The Deadly Asteroid

### Jane of the Jungle
1. Countdown
2. The Golden Idol Of The Gorgar
3. Katuchi Danger
4. Race For Life
5. The Cordillera Volcano
6. The Animal Snatchers
7. The Renegade
8. Rogue Elephant
9. The Prisoner
10. The Invaders
11. Dangerous Cargo
12. The Sting of the Tarantula
13. Suspicion